# Sulphur Springs (Indiana)
Sulphur Springs – miasto w Stanach Zjednoczonych, w stanie Indiana, w hrabstwie Henry.